# Reformspielzeug
Reformspielzeug wurde ab 1902 als aus natürlichen Materialien gefertigtes und die Fantasie anregendes Spielzeug unter der gestalterischen Idee hergestellt, die Kreativität und künstlerische Entwicklung der Jugend zu fördern. Diese Entwicklung stand auf dem Hintergrund der Kunsterziehungsbewegung zu Beginn des 20. Jahrhunderts und einer tiefen Unzufriedenheit mit der Qualität des damals massenhaft industriell produzierten Spielzeugs. Die Entwürfe für Reformspielzeug stammten von namhaften Künstlern wie den Geschwister Fritz, Erich und Gertrud Kleinhempel, Richard Riemerschmid, Hermann Urban, Fedor Flinzer oder dem Schriftsteller Frank Wedekind.

## Geschichte
Im Rahmen der Kunsterziehungsbewegung um die Jahrhundertwende wurde dem Spielzeug bei der Wahrung und Förderung der kindlichen Kreativität eine zentrale Rolle zugeschrieben. Die Vertreter der Kunsterziehungsbewegung hingen der Vorstellung an, mittelfristig die bestehende Kultur- und Kunstkrise durch geeignete Erziehungsmaßnahmen des Kindes überwinden zu können. Die Phantasie des Kindes wurde zum Anliegen der Pädagogen und Kunsterzieher um 1900. Das damals vorherrschende naturalistisch gestaltete und industriell gefertigte Spielzeug geriet in die Kritik. Die Sozialpädagogin Lili Droescher formulierte 1902 ihrem Buch Die Kunst im Leben des Kindes:

„Das Kind will eben, vermöge seiner künstlerischen Naturanlage nicht die Dinge selbst, sondern die Symbole der Dinge als Spielzeug haben. Jene sind ihm gleichgiltig, weil ihr Besitz die Phantasietätigkeit tötet.“

Ebenfalls um die Jahrhundertwende entwickelte sich die Reformbewegung des Kunstgewerbes als Gegenbewegung zu der seit der Mitte des 19. Jahrhunderts aufgekommenen industriellen Massenproduktion unter der Verwendung von Stilmerkmalen des Historismus. Kunsterzieher, bildende Künstler, Architekten, Kunstgewerbeschulen und reformorientierte Unternehmen begannen ab 1902 Reformspielzeug zu entwerfen und zu produzieren.
Von Dresden aus ging das von Künstlern geschaffene Spielzeug unter der Bezeichnung „Dresdner Spielzeug“ in den Handel. Zu den ersten Unternehmen in der Herstellung von Reformspielzeug gehörten die Deutschen Werkstätten Hellerau und die Werkstätten für deutschen Hausrat von Theophil Müller. Im Angebot standen u. a. von den Geschwistern Kleinhempel eine Dampfwalze, ein Nußknacker „Hofmarschall“ und ein Elefant auf Rädern, von Richard Riemerschmid ein Schaukelpferd und von Hermann Urban ein Dackel auf Rädern. Das Angebot stieß von Anfang an in den führenden Kunstzeitschriften und Tageszeitungen auf eine große Resonanz.
In Grünhainichen führte ab 1904 der Spielwarenverlag C.F. Drechsel Reformspielzeug nach Entwürfen der Geschwister Kleinhempel, des Volkskundlers Oskar Seyffert, sowie der Dresdner Architekten Karl Schmidt, Heinrich Tscharmann und Ernst Kühn im Angebot. In Meißen produzierte die Tischlerei von Julius Zocher ab 1905 bewegliche Nachziehtiere nach Entwürfen von Richard Kuöhl sowie ein Flora-Domino und den Dresdner Gartenbaukasten.
Reformspielzeug erlangte vor dem Ersten Weltkrieg internationale Popularität. Für die industriell hergestellten Spielwaren bedeuteten die künstlerisch gestalteten und in kleineren Serien hergestellten Reformspielzeuge dennoch keine ernsthafte Konkurrenz, da als Abnehmer nur die begüterte Schicht des Bildungsbürgertums in Frage kam.